# Астуватаманза
Астуватаманза (*д/н — сер. X ст. до н. е.) — володар-країни міста-держави Каркемиш.

## Життєпис
Син володаря-країни (молодшого царя) Сухі I. Зміцнив й розширив батьківську владу. За його панування великий цар Тудхалія фактично втратив владу в Каркемиші. Втім саме панування Астуватаманзи було не дуже тривалим. Є згадки про нього лише у сина і спадкоємця Сухі II.